# Championnats d'Amérique du Sud d'athlétisme 1952
Navigation
Édition précédente Édition suivante
Les 17es Championnats d'Amérique du Sud d'athlétisme ont eu lieu en 1952 à Buenos Aires.
Ces Championnats voient la disparition du 300 mètres au profite du 3000 mètres steeple et la disparition du 20 km marche au profit du semi-marathon pour les hommes. Le cross-country masculin disparait également.

## Résultats

### Hommes
| Épreuves              | Or                                    | Argent                                | Bronze                                |
| --------------------- | ------------------------------------- | ------------------------------------- | ------------------------------------- |
| 100 mètres            | Gerardo Salazar (PER) 10 s 7          | Gerardo Bönnhoff (ARG) 10 s 8         | José Telles da Conceição (BRA) 10 s 8 |
| 200 mètres            | Gerardo Bönnhoff (ARG) 21 s 5         | Fernando Lapuente (ARG) 22 s 0        | Gustavo Ehlers (CHI) 22 s 0           |
| 400 mètres            | Gustavo Ehlers (CHI) 48 s 7           | Argemiro Roque (BRA) 49 s 1           | Mário do Nascimento (BRA) 49 s 7      |
| 800 mètres            | Argemiro Roque (BRA) 1 min 53 s 3     | Waldomiro Monteiro (BRA) 1 min 53 s 9 | Carlos Gajardo (CHI) 1 min 55 s 3     |
| 1 500 mètres          | Nilo Riveros (ARG) 3 min 58 s 5       | Guillermo Solá (CHI) 3 min 59 s 6     | Luís Rodrigues (BRA) 4 min 00 s 3     |
| 5 000 mètres          | Raúl Inostroza (CHI) 14 min 59 s 8    | Reinaldo Gorno (ARG) 15 min 05 s 5    | Juan Miranda (ARG) 15 min 09 s 0      |
| 10 000 mètres         | Delfo Cabrera (ARG) 31 min 05 s 7     | Raúl Inostroza (CHI) 31 min 26 s 9    | Corsino Fernández (ARG) 31 min 32 s 3 |
| Semi-marathon         | Delfo Cabrera (ARG) 1 h 09 min 19     | Oscar Moreira (ARG) 1 h 11 min 28     | Corsino Fernández (ARG) 1 h 11 min 28 |
| 3000 mètres steeple   | Guillermo Solá (CHI) 9 min 32 s 0     | Edgard Mitt (BRA) 9 min 34 s 6        | Haroldo Gallardo (CHI) 9 min 38 s 4   |
| 110 mètres haies      | Jörn Gevert (CHI) 14 s 9              | Estanislao Kocourek (ARG) 15 s 0      | Wilson Carneiro (BRA) 15 s 1          |
| 400 mètres haies      | Wilson Carneiro (BRA) 52 s 7          | Jörn Gevert (CHI) 53 s 5              | Pedro Yoma (CHI) 54 s 6               |
| Saut en hauteur       | José Telles da Conceição (BRA) 1,90 m | Ernesto Lagos (CHI) 1,85 m            | Alberto Bacán (BRA) 1,85 m            |
| Saut à la perche      | Hélio da Silva (BRA) 4,00 m           | Jaime Piqueras (PER) 3,90 m           | Luis Ganoza (PER) 3,90 m              |
| Saut en longueur      | Ary de Sá (BRA) 7,39 m                | Carlos Vera (CHI) 7,13 m              | Ahylton da Conceição (BRA) 7,08 m     |
| Triple saut           | Adhemar da Silva (BRA) 15,39 m        | Geraldo de Oliveira (BRA) 15,11 m     | Jorgely Figueira (BRA) 14,75 m        |
| Lancer de poids       | Reidar Soerlie (ARG) 14,44 m          | Augusto Maalstein (CHI) 13,86 m       | Emilio Stelig (BRA) 13,77 m           |
| Lancer de disque      | Reidar Soerlie (ARG) 47,72 m          | Elvio Porta (ARG) 45,27 m             | Hernán Haddad (CHI) 45,15 m           |
| Lancer de marteau     | Arturo Melcher (CHI) 50,75 m          | Elvio Porta (ARG) 49,73 m             | Emilio Ortiz (ARG) 49,25 m            |
| Lancer de javelot     | Ricardo Heber (ARG) 67,68 m           | Gerardo Mielke (CHI) 63,10 m          | Janis Stendzenieks (CHI) 60,51 m      |
| Relais 4 × 100 mètres | Argentine 41 s 4                      | Pérou 42 s 0                          | Brésil 42 s 2                         |
| Relais 4 × 400 mètres | Brésil 3 min 17 s 5                   | Argentine 3 min 18 s 0                | Chili 3 min 18 s 1                    |
| Décathlon             | Hernán Figueroa (CHI) 6 698 points    | Hernán Alzamora (PER) 5 849 points    | Carlos Vera (CHI) 5 844 points        |

### Femmes
| Épreuves              | Or                            | Argent                         | Bronze                        |
| --------------------- | ----------------------------- | ------------------------------ | ----------------------------- |
| 100 mètres            | Julia Sánchez (PER) 12 s 2    | Adriana Millard (CHI) 12 s 4   | Lilián Buglia (ARG) 12 s 4    |
| 200 mètres            | Deyse de Castro (BRA) 25 s 5  | Adriana Millard (CHI) 25 s 5   | Lilián Heinz (ARG) 25 s 8     |
| 80 mètres haies       | Wanda dos Santos (BRA) 11 s 7 | Marion Huber (CHI) 11 s 7      | Adriana Millard (CHI) 12 s 2  |
| Saut en hauteur       | Elizabeth Müller (BRA) 1,53 m | Deyse de Castro (BRA) 1,53 m   | María Cañas (CHI) 1,45 m      |
| Saut en longueur      | Gladys Erbetta (ARG) 5,52 m   | Adriana Millard (CHI) 5,39 m   | Wanda dos Santos (BRA) 5,26 m |
| Lancer de poids       | Ingeborg Mello (ARG) 11,48 m  | Ingeborg Pfüller (ARG) 11,35 m | Ilse Gerdau (BRA) 11,25 m     |
| Lancer du disque      | Ingeborg Mello (ARG) 40,14 m  | Ingeborg Pfüller (ARG) 40,07 m | Ilse Gerdau (BRA) 36,78 m     |
| Lancer du javelot     | Gerda Martín (CHI) 39,16 m    | Edith Thomas (CHI) 38,80 m     | Estrella Puente (URU) 37,89 m |
| Relais 4 × 100 mètres | Argentine 48 s 8              | Brésil 48 s 8                  | Chili 49 s 1                  |

## Tableau des médailles
| Rang | Nation    | Or | Argent | Bronze | Total |
| ---- | --------- | -- | ------ | ------ | ----- |
| 1    | Argentine | 12 | 10     | 6      | 28    |
| 2    | Brésil    | 10 | 6      | 12     | 28    |
| 3    | Chili     | 7  | 12     | 11     | 30    |
| 4    | Pérou     | 2  | 3      | 1      | 6     |
| 5    | Uruguay   | 0  | 0      | 1      | 1     |